# Chevrolet Series AC International
Chevrolet Series AC International — це американський автомобіль, виготовлений Chevrolet у 1929 році на заміну серії AB National 1928 року. Загалом було виготовлено 1 328 605 автомобілів серії AC у десяти стилях кузова, з яких 73 918 було виготовлено в Ошаві. Серія AC відрізнялася від AB введенням нового шестициліндрового двигуна, першого Chevrolet з шестициліндровим двигуном після Chevrolet Series C Classic Six 1915 року. Рекламований як «Шістка за ціною четвірки», він був лише на 10 доларів дорожчим, ніж попередній чотирициліндровий двигун Series AB (158 доларів у 2021 році). Щоб спростити виробничі операції, кожній фабриці було призначено один тип кузова для національного споживання та відправлено залізницею до великих американських міст. Серійний номер походження було перенесено на правий поріг кузова під гумовим килимком, за винятком родстера та фаетона, які були нанесені на праву сторону рами сидіння. Зазначені ціни починалися з 525 доларів США за родстер або фаетон (8285 доларів США в доларах 2021 року) до 725 доларів США за Landau Convertible (11 441 доларів США в доларах 2021 року).